# Нагально
Нагально (укр. Нагальне), село, 
Шелестовский сельский совет,
Коломакский район,
Харьковская область.
Код КОАТУУ — 6323281005. Население по переписи 2001 года составляет 129 (51/78 м/ж) человек.

## Географическое положение
Село Нагально примыкает к селу Шелестово. Село окружено большим лесным массивом (дуб). Рядом с селом проходит железная дорога, в 2-х км станция Коломак.

## История
- 1775 — дата основания.